# Скум, Дмитрий Александрович
Дмитрий Александрович Скум (род. 16 апреля 1961 года, Москва, СССР) — депутат Государственной Думы I созыва от партии ЛДПР.

## Краткая биография
Дмитрий Александрович Скум родился 16 апреля 1961 года в городе Москве, СССР.
В 1982 году окончил Московский автомобильно-дорожный государственный технический университет по профессии инженер-механик.
После окончания института пошёл служить в армию до 1985 года.
В декабре 1993 года был избран депутатом Государственной Думы первого созыва от партии ЛДПР. В Думе входил в состав комитета по промышленности, строительству, транспорту и энергетике, занимал должность помощника заместителя председателя ЛДПР.